# Atlántico (tỉnh)
Atlántico (phát âm tiếng Tây Ban Nha: [aˈtlantiko], tiếng Anh: Atlantic) là một tỉnh của Colombia, nằm ở phía bắc Colombia với biển Caribbe nằm phía bắc tỉnh, tỉnh Bolívar nằm ở phía tây và phía nam được tách bởi Canal del Dique, và tỉnh Magdalena về phía đông tách nhau bởi sông Magdalena. Đây là tỉnh nhỏ thứ ba quốc gia này nhưng có dân số 2.722.128 là tỉnh có mật độ dân số lớn nhất.
Tỉnh lỵ là Barranquilla. Các thành phố quan trọng khác gồm có Soledad và Malambo.

## Các khu tự quản
1. Baranoa
2. Barranquilla
3. Campo de la Cruz
4. Candelaria
5. Galapa
6. Juan de Acosta
7. Luruaco
8. Malambo
9. Manatí
10. Palmar de Varela
11. Piojó
12. Polonuevo
13. Ponedera
14. Puerto Colombia
15. Repelon
16. Sabanagrande
17. Sabanalarga
18. Santa Lucía
19. Santo Tomás
20. Soledad
21. Suan
22. Tubará
23. Usiacurí